# 金佛寺站
金佛寺站位于甘肃省酒泉市金佛寺镇，是兰新铁路的一座火车站，等级为五等站，距兰州站718公里，距乌鲁木齐站1174公里，本站及相邻上下行区间均为电气化区段。本站不办理客货运业务。邮政编码为735003。